# Vincenzo Natali

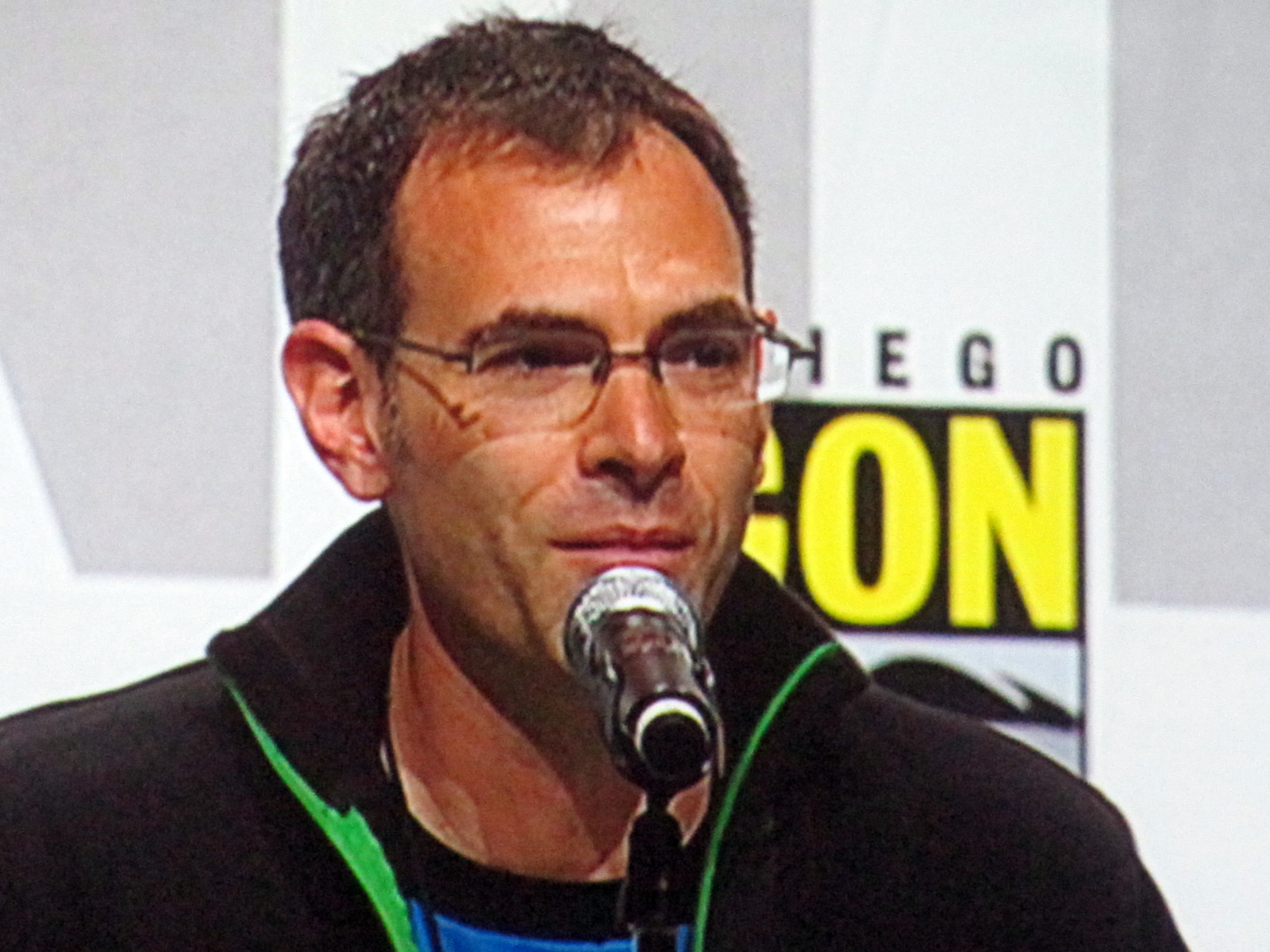
Vincenzo Natali (2010)

Vincenzo Natali (* 6. Januar 1969 in Detroit, Michigan) ist ein kanadischer Film- und Fernsehregisseur.

## Leben
Vincenzo Natali feierte seinen Durchbruch 1997 gleich mit seinem ersten abendfüllenden Film, dem Thriller Cube. Der Film wurde auf viele internationale Festivals eingeladen und gewann zahlreiche Wettbewerbe, u. a. beim Brussels International Festival of Fantasy Film, beim Sitges – Catalonian International Film Fest, beim Fantasporto und dem Bucheon International Fantastic Film Festival. Auf dem Toronto International Film Festival wurde er als Best Canadian First Feature Film ausgezeichnet. Weitere Filme von Natali sind der Agententhriller Cypher (2002) mit Lucy Liu, die Fantasy-Komödie Nothing (2003), der Dokumentarfilm Getting Gilliam (2005), ein Beitrag zum Episodenfilm Paris, je t’aime (2006), der Science-Fiction-Film Splice – Das Genexperiment (2009) sowie der Horrorfilm Haunter – Jenseits des Todes (2013). Mit Im hohen Gras (2019) verfilmte er eine Horrorgeschichte von Stephen King und dessen Sohn Joe Hill für Netflix.
Im Art Department wirkte er als Storyboard Artist an dem Science-Fiction-Film Vernetzt – Johnny Mnemonic (1995) mit Keanu Reeves und dem Horrorfilm Ginger Snaps – Das Biest in Dir (2000) mit. 1997 war Natali für den Kurzfilm Elevated für den kanadischen Filmpreis, den Genie Award, nominiert.
Seit 2013 inszeniert Natali regelmäßig Episoden unterschiedlicher Fernsehserien, wie Hannibal und Westworld.

## Filmografie

### Filme
- 1997: Elevated (Kurzfilm, Regie und Drehbuch)
- 1997: Cube (Regie und Drehbuch)
- 2002: Cypher
- 2003: Nothing (Regie und Drehbuch)
- 2005: Getting Gilliam (Dokumentation über die Entstehung von Tideland)
- 2006: Quartier de la Madeleine (Teil von Paris, je t’aime, Regie und Drehbuch)
- 2009: Splice – Das Genexperiment (Regie und Drehbuch)
- 2011: 388 Arletta Avenue (Ausführender Produzent)
- 2013: Haunter – Jenseits des Todes
- 2014: U Is for Utopia (Teil von ABCs of Death 2, Regie und Drehbuch)
- 2019: Im hohen Gras (In the Tall Grass, Regie und Drehbuch)

### Fernsehserien
- 1996: Space Cases (Episode 2x02)
- 1998: PSI Factor – Es geschieht jeden Tag (PSI Factor: Chronicles of the Paranormal, Episode 2x18)
- 1998–1999: Mission Erde – Sie sind unter uns (Earth: Final Conflict, 2 Episoden)
- 2013: Darknet – Nur ein Klick zum Horror (Episode 1x1, auch Drehbuch)
- 2014–2015: Hannibal (6 Episoden)
- 2014: Hemlock Grove (Episode 2x02)
- 2014: Ascension (Episode 1x03)
- 2015: The Returned (Episode 1x02)
- 2015: Orphan Black (Episode 3x09)
- 2015–2016: The Strain (3 Episoden)
- 2016: Wayward Pines (Episode 2x06)
- 2016: Marvel’s Luke Cage (Episode 1x04)
- 2016: Westworld (Episode 1x04)
- 2017: American Gods (Episode 1x05)
- 2018: Lost in Space – Verschollen zwischen fremden Welten (Lost in Space, Episode 1x06)
- 2020: Locke & Key (Episoden 1x09–1x10)
- 2022: Guillermo del Toro’s Cabinet of Curiosities (Episode 1x02)